# 왓치 (영화)
《왓치》(영어: The Watch, 과거 명칭: 영어: Neighborhood Watch)는 미국에서 제작된 어키바 섀퍼 감독의 2012년 SF 액션 코미디 영화이다. 벤 스틸러, 빈스 본, 조나 힐, 리처드 아이오아디가 마을 방범대를 결성하는 이웃들을 연기하였다.
영화 제작은 2008년 시작되었다. 2012년 7월 27일 개봉하였으며 흥행에 실패하였다. 대체로 부정 평가를 받았으나 조나 힐과 리처드 아이오아디의 연기는 좋은 평가를 받았다.

## 줄거리
오하이오주 가상 마을 그렌뷰에 사는 에번은 동네를 진심으로 사랑하는 주민으로, 여러 공동체 일에 자원 봉사 중인 지역 코스트코 선임 관리자이다.
어느 날 부하 직원 앤토니오가 살해 당한 뒤 범인이 잡히지 않고 경찰이 관심을 보이지 않자 에번은 마을 방범대를 모집하고 밥, 프랭클린, 저마커스가 지원한다.
이들은 강한 파괴력을 지닌 살상 무기인 금속 구를 발견한다. 이후 주민 몇 명이 더 불가사의하게 사망하자 방범대는 외계인들이 동네에 잠입해 죽인 주민들 거죽을 뒤집어 쓰고 인간인 척 살아가고 있다는 결론에 이른다.
저마커스는 자신이 바로 그 외계인 중 하나임을 고백한다. 인간의 문화에 동화된 저마커스는 외계인들이 코스트코 지하에 전송기를 설치했으며 외계인 함대를 소환해 지구를 파괴할 예정이라고 밝히는데...

## 출연진
- 벤 스틸러 - 에번 트라우트위그 역
- 빈스 본 - 로버트 “밥” 매캘리스터 역
- 조나 힐 - 프랭클린 포셋 역
- 리처드 아이오아디 - 저마커스 퍼킨스 역
- 로즈마리 디윗 - 애비게일 “애비” 트라우트위그 역
- 에린 모리아티 - 첼시 매캘리스터 역
- 니컬러스 브론 - 제이슨 역
- 윌 포테이 - 브레스먼 경사 역
- 멜 로드리게스 - 파트너 추초 역
- 더그 존스 - 외계인 대장 역
- R. 리 어미 - 맨프레드 솔즈베리 역
- 조 누네즈 - 앤토니오 구즈먼 역
- 빌리 크루덥 - 폴 역
- 어키바 섀퍼, 앤디 샘버그, 요마 터코니 - 단체 자위 참가자 역
- 리즈 캐카우스키

## 기타 제작진
- 공동 제작: 톰 맥널티
- 배역: 얼리사 와이스버그
- 미술: 더그 J. 미어딩크
- 세트: 신디 카
- 의상: 웬디 척